# Парк де Спорт д'Агілера (стадіон)
Парк де Спорт д'Агілера (фр. Parc des Sports d`Aguiléra) є багатофункціональним стадіоном, який розташований в Біарриці, департамент Атлантичні Піренеї, що у Франції.

## Назва
Офіційна назва стадіону: Стад Леон-Ларрібу (фр. Stade Léon-Larribau) (в честь колишнього гравця Біарріц Олімпік, який помер у 1916 році в Верден. Загальна назва, тобто Парк де Спорт д'Агілера походить від Дон Жозе Агілера і Шапан, колишнього власника землі.

## Історія
Стадіон може прийняти 15 000 глядачів, проте планується поширити місткість до 19 000 до 2016 року. В даний час використовується в основному для проведення матчів з регбі і є домашнім стадіоном командиБіарріц Олімпік. Поруч зі стадіоном знаходяться: велика підземна стоянка, готельний комплекс з басейном, тренувальні майданчики та магазини.

## Трибуни
На стадіони є дві трибуни. Перша з них носить назву Серж Кампф, з кількістю місць: 4950; друга  — Серж Бланку (4500 місць).